# Клодзін (Великопольське воєводство)
Клодзін (пол. Kłodzin) — село в Польщі, у гміні Месцисько Вонґровецького повіту Великопольського воєводства.
Населення — 171 особа (2011).
У 1975-1998 роках село належало до Познанського воєводства.

## Демографія
Демографічна структура станом на 31 березня 2011 року:
|          | Загалом | Допрацездатний вік | Працездатний вік | Постпрацездатний вік |
| -------- | ------- | ------------------ | ---------------- | -------------------- |
| Чоловіки | 87      | 13                 | 66               | 8                    |
| Жінки    | 84      | 14                 | 48               | 22                   |
| Разом    | 171     | 27                 | 114              | 30                   |